# Mason Phelps
Mason Elliott Phelps (Chicago, 7 dicembre 1885 – Lake Forest, 2 settembre 1945) è stato un golfista statunitense.

## Carriera
Phelps partecipò ai Giochi olimpici di Saint Louis 1904, dove vinse una medaglia d'oro nel torneo a squadre. Nella stessa Olimpiade, prese parte al torneo individuale, in cui fu sconfitto ai quarti di finale da Frank Newton.
Nel 1908 e nel 1910 vinse i Western Amateur.

## Palmarès
In carriera ha conseguito i seguenti risultati:
- Giochi olimpici

St. Louis 1904: una medaglia d'oro nel torneo a squadre.